# Hyposmocoma arundinicolor
Hyposmocoma arundinicolor (лат.) — вид моли эндемичного гавайского рода Hyposmocoma подрода Euperissus.

## Описание
Бабочки с размахом крыльев 17-21 мм. Усики рыжевато-серые. Щупики у самцов буровато-сероватые на внешней стороне и намного светлее на внутренней. У самок щупики тёмно-коричнево-серые, средний их членик сверху бледно-охристый. Голова и грудь у самца самца бледно-охристые, у самок — темно-коричнево-серые. Брюшко сероватое, у самок оно темнее, чем у самцов. Ноги бледно-сероватые.

## Распространение
Встречается на острове Кауаи.